# One Wish (Deborah Cox-album)
One Wish är det andra studioalbumet av den kanadensiska R&B-sångerskan Deborah Cox,  utgivet på Arista Records den 15 september 1998. Sångerskan skrev tre låtar själv till albumet och arbetade med David Foster, DJ Quik och Naughty by Natures Kay Gee på resten av materialet. Vokalisten och låtskrivaren Montell Jordan och musikproducenten Shep Crawford skrev även och komponerade material till albumet.
Sångerskans andra studioalbum blev också Deborah Coxs andra framgångsrika musikalbum på rad. Skivan hade stor framgång på USA:s R&B-lista där den klättrade till en 14:e plats och sammanlagt låg 64 veckor på listan. One Wish blev ännu en listetta på Billboards Top Heatseekers men skivan misslyckades dessvärre att nå någon högre placering än en 72:a plats på Billboard 200. Albumets ledande singel blev balladen "Nobody's Supposed to Be Here". Låten visade sig bli en succé i USA och Kanada. Senare singlar som "It's Over Now" och "We Can't Be Friends" gjorde sångerskan till en av de framgångsrikaste kanadensiska sångerskorna under 1990-talet.
År 1999 hade One Wish certifierats guld av RIAA samtidigt som Deborah Cox hade en stor turné tillsammans med R. Kelly för att marknadsföra skivan. Hon vann även en Juno Award med utmärkelsen "Best R&B/Soul Recording".

## Låtförteckning
| Nr  | Titel                          | Producent(er) | Längd |
| --- | ------------------------------ | --- | ----- |
| 1.  | September                      | Deborah Cox, Gordon Chambers, Steven "Stevie J." Jordan & T. "Sunny Boy" Turpin                                  | 4:46  |
| 2.  | It's Over Now                  | Alonzo Jackson, D. Griffin, Keir Gist & T. Stinson-Jackson                                                       | 4:20  |
| 3.  | Nobody's Supposed to Be Here   | Montell Jordan & Schon J. Crawford                                                                               | 4:22  |
| 4.  | We Can't Be Friends (med R.L.) | J. Russell & Schon J. Crawford                                                                                   | 4:42  |
| 5.  | Couldn't We                    | D. Warren | 4:33  |
| 6.  | One Wish                       | A. Nance & T. Savage                                                                                             | 4:35  |
| 7.  | I Won't Give Up                | Deborah Cox, Lascelles Stephens & T. Powell                                                                      | 4:33  |
| 8.  | Just When I Think I'm Over You | D. Sembello & M. Sharron                                                                                         | 3:56  |
| 9.  | Love Is On The Way             | C. Northington, Deborah Cox, Lascelles Stephens, R. Temperton, Steven "Stevie J." Jordan & T. "Sunny Boy" Turpin | 4:44  |
| 10. | I Never Knew                   | Fred Jerkins III, Isaac Phillips, LaShawn Daniels, Nicolia Tye-v Turman & Rodney Jerkins                         | 5:07  |
| 11. | One Day You Will               | D. Warren | 4:13  |

## Listor
| Listor (1998)                                | Topp position |
| -------------------------------------------- | ------------- |
| Amerikanska Billboard 200                    | 72            |
| Amerikanska Billboard Top R&B/Hip-Hop Albums | 14            |
| Amerikanska Billboard Top Independent Albums | 1             |